# Stazione di Cona (Ferrara)
La stazione di Cona (talvolta indicata come stazione di Cona F.C., dall'acronimo della linea Ferrara-Codigoro, per distinguerla dalla stazione di Cona Veneta) è una fermata ferroviaria della linea Ferrara-Codigoro a servizio di Cona, frazione di Ferrara.
È gestita da Ferrovie Emilia Romagna (FER).

## Storia
La stazione entrò in servizio all'apertura della linea ferroviaria, il 10 gennaio 1932.

## Strutture ed impianti
La fermata è dotata di un binario.

## Movimento
La fermata è servita dai treni regionali della relazione Ferrara-Codigoro. I treni sono svolti da Trenitalia Tper nell'ambito del contratto di servizio stipulato con la regione Emilia-Romagna.
Nei giorni festivi il servizio ferroviario è sostituito da quattro coppie di autocorse..
A novembre 2019, la stazione risultava frequentata da un traffico giornaliero medio di circa 35 persone (13 saliti + 22 discesi).

## Servizi
- Autobus urbani TPER